# Glen Elgin
Glen Elgin est une distillerie de whisky fondée en 1833 à Longmorn dans le Moray, en Écosse. Elle est située à une quinzaine de kilomètres de l’embouchure de la rivière Lossie soit à une soixantaine de kilomètres à l’est de la ville d’Inverness.

## Histoire
Elle a été fondée en 1898 tout à la fin du boom de l’économie du whisky. Elle a été construite par les financiers William Simpson, un ancien de Glenfarclas et James Carle. Les deux investisseurs ont demandé à l’architecte Charles Doig d’en dresser les plans.
Toute l’histoire de la distillerie est marquée par l’alternance de longues périodes de fermeture et d’activité. Les débuts sont difficiles, la distillerie ferme au bout de cinq mois de production. Mise aux enchères en 1901, elle est alors mise en sommeil. La production reprend pour une année en 1904-1905.
En 1906, la distillerie est achetée par l’entreprise de distribution JJ Blanche Co. Elle en reste la propriété jusqu’au décès de M. Blanche en 1929.
Glen Elgin est racheté en 1930 par la Scottish Malt Distillers. Confiée à White Horse Distillers dont elle était le cœur de blend, elle est agrandie en 1964.
La distillerie connait une nouvelle période de fermeture, mais cette fois pour restauration et remplacement des alambics en 1995.

## La production
La plupart de la production de la distillerie est destinée à l'élaboration du blend White Horse.
Le single malt Glen Elgin fait partie de la gamme des Classic Malt de Diageo. Son expression la plus commercialisée est un 12 ans d’âge à 43 %. Il existe aussi un grand nombre d’embouteillages indépendants.

### Versions officielles
- Glen Elgin 12 ans 43 %
- Glen Elgin 19 ans 60 %, embouteillage du centenaire
- Glen Elgin 32 ans 58,30 %

### Embouteillages indépendants
- Glen Elgin 11 ans Virgin Oak 46 % Signatory Vintage
- Glen Elgin 1991 16 ans 59,8 % Signatory Vintage
- Glen Elgin 1975 46 % Berry Bros & Rudd

## Sources
- (en) (en) Ingvar Ronde, Malt Whisky Yearbook 2009, Shrewbury, MagDig Media Limited, 2008, 274 p. (ISBN 978-0-9552607-2-8)